# Kim Moon-saeng
Kim Moon-saeng est un réalisateur sud-coréen.

## Filmographie
- 2003 : Wonderful Days : réalisateur
- 2005 : Tree Robo (court métrage)
- 2010 : The Flower of Sabi (court métrage)